# Ophrys clapensis
Ophrys clapensis är en orkidéart som beskrevs av Balayer. Ophrys clapensis ingår i ofryssläktet, och familjen orkidéer.
Artens utbredningsområde är Frankrike. Inga underarter finns listade i Catalogue of Life.